# WiMAX

## Descrizione
WiMAX è una tecnologia di trasmissione senza fili a banda larga. Ha la possibilità, al pari di altre tecnologie wireless, di essere utilizzato su molti tipi di territorio (la connessione viene imposta dal provider).
A seconda della normativa del paese di riferimento, le frequenze usate da WiMAX potrebbero essere soggette a concessione, licenza o autorizzazione (in Italia era la connessione usata dalla Marina Militare). La tecnologia di WiMAX non richiede necessariamente visibilità ottica, ma senza di essa le prestazioni sono decisamente inferiori e la connettività ristretta ad aree limitate. Secondo l'azienda proponente WiMAX, l'ampiezza di banda sarebbe sufficiente a supportare connettività di tipo T1 ma purtroppo ciò è irreale.
Sulla base delle aspettative sul Wimax, si prevedeva di poter fornire copertura a banda larga per un ampio raggio (fino a 50 km) da ciascuna stazione base, con la conseguente possibilità di utilizzo della tecnologia per ridurre il divario digitale. I test condotti sul campo hanno però rivelato prestazioni nettamente inferiori.
In particolare, da una sperimentazione della fondazione Ugo Bordoni condotta in Italia tra il 2005 e il 2006 è emerso che, sulla frequenza di 3,5 GHz in condizioni di visibilità ottica, le prestazioni sono accettabili per distanze al più di qualche chilometro, che si riducono a poche centinaia di metri in condizioni di assenza di visibilità ottica. Va tuttavia notato che la sperimentazione è stata condotta con un limite alla potenza massima di emissione EIRP (Equivalent Isotropically Radiated Power) di 36 dBm ovvero 4 Watt. Vi sono inoltre delle complicazioni dovute alla normativa elettromagnetica, che varia comunque da stato a stato, che potrebbero limitare lo sfruttamento del Wimax per questi fini.
I proponenti credono che questa tecnologia nel giro di pochi anni venga adottata anche per i computer portatili e per i PDA. Occorre però precisare che il vero roaming a banda larga di tipo cellulare senza fili si baserà sullo standard 802.20, incompatibile con WiMAX.

### Associazioni

#### WiMAX Forum
Il WiMAX Forum è sostanzialmente per il WiMAX quello che la Wi-Fi Alliance era per il Wi-Fi, cioè un gruppo di aziende che collaborano al fine di produrre dispositivi compatibili e interoperabili. È formalmente un consorzio di imprese (inizialmente 67, oggi più di 100) dedicate a progettare i parametri e gli standard di questa tecnologia e a studiare e testare le possibilità dei sistemi progettati. I prodotti certificati ricevono il marchio "WiMAX Forum Certified". Alcuni venditori affermano che i propri prodotti sono “WiMAX-ready”, “WiMAX-compliant", o "pre-WiMAX", quando non sono ufficialmente “WiMAX Forum Certified”.

#### WiMAX Spectrum Owners Alliance - WiSOA
WiSOA è la prima organizzazione globale composta esclusivamente da proprietari di spettro per WiMAX. WiSOA è attivo nell'ambito della regolamentazione, commercializzazione e implementazione di sistemi WiMAX nelle bande 2.3–2.5 GHz e 3.4–3.5 GHz. WiSOA si è fusa con la Wireless Broadband Alliance nell'aprile del 2008.

## Standard di base
WiMAX si basa sulla famiglia di standard IEEE 802.16, noto anche come WirelessMAN, specializzato nell'accesso senza fili a banda larga del genere punto-multipunto. Secondo alcuni si potrebbe addirittura dire che WiMAX è sinonimo di IEEE 802.16. Ciò nonostante uno degli obiettivi fondamentali del WiMAX Forum, è la ricerca dell'interoperabilità, e i dispositivi che vengono ufficialmente certificati da questa organizzazione rispettano sia lo standard americano IEEE 802.16 che lo standard HIPERMAN, proposto dall'ETSI (European Telecommunications Standards Institute). Recentemente è stata allargata la compatibilità anche ai prodotti coreani WiBro.

### IEEE 802.16
| Standard                                         | Descrizione | Data di pubblicazione | Stato           |
| ------------------------------------------------ | --- | --------------------- | --------------- |
| IEEE std 802.16-2001                             | definisce reti metropolitane senza fili che utilizzano frequenze superiori a 10 GHz (fino a 66 GHz), con LoS                                                                                                 | 8 aprile 2002         | obsoleto        |
| IEEE std 802.16c-2002                            | definisce le opzioni per le reti che utilizzano frequenze tra 10 e 66 GHz. | 15 gennaio 2003       | obsoleto        |
| IEEE std 802.16a-2003                            | emendamento allo standard 802.16 per le frequenze tra 2 e 11 GHz, senza LoS. | 1º aprile 2003        | obsoleto        |
| IEEE std 802.16-2004 (anche detto 802.16d)       | attualizzazione e revisione degli standard di base 802.16, 802.16a e 802.16c. | 1º ottobre 2004       | obsoleto/attivo |
| IEEE 802.16e (anche detto IEEE std 802.16e-2005) | aggiunge allo standard componenti per la mobilità, fino a 122 km/h, per cui è detto anche WiMAX mobile. Usa tecnologia OFDMA e permette l'handover e quindi anche l'uso all'interno di veicoli in movimento. | 7 dicembre 2005       | attivo          |
| IEEE 802.16f                                     | specifica la MIB (Management Information Base), per i livelli MAC (Media Access Control) e PHY (fisico) | 22 gennaio 2006       | attivo          |

Le principali norme citate dalla stampa dal 2005 sono quelle indicate in grassetto: "a", "d" ed "e".
802.16g è attualmente in fase di definizione, riguarda procedure e servizi per il Management Plane.

### Emendamenti futuri
Altri emendamenti ancora in fase di pre-definizione
- 802.16h - Improved Coexistence Mechanisms for License-Exempt Operation
- 802.16i - Mobile Management Information Base
- 802.16j - Multihop Relay Specification
- 802.16k - Bridging of 802.16
- 802.16m - Advanced Air Interface. Data rate di 100 Mbit/s per applicazioni mobili e di 1 Gbit/s per applicazioni fisse, cellulari, a macrocelle e microcelle, con attualmente nessuna restrizione all'uso di bande di frequenza. La versione definitiva è stata approvata nel mese di novembre 2008, con una data di uscita delle specifiche fissata per marzo 2010, e con la data di pubblicazione delle raccomandazioni per lo sviluppo della tecnologia, fissata per novembre 2010. L'approvazione definitiva è avvenuta il 31 marzo 2011.

### Caratteristiche generali

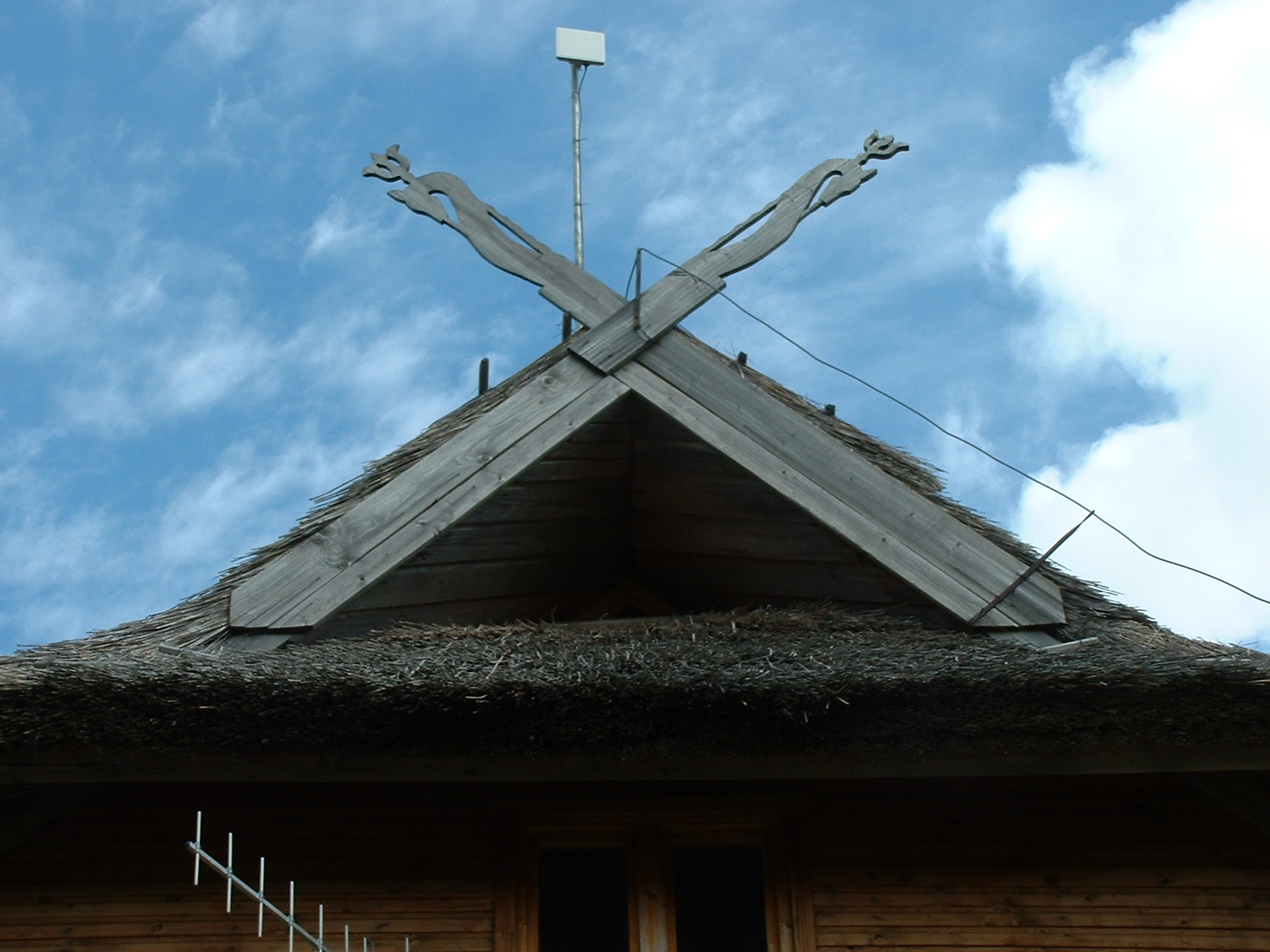
Antenna WiMAX a 13 m di altezza dal suolo, in Lituania. L'access point è una torre per telecomunicazioni a di distanza

Di seguito vengono elencate alcune tra le caratteristiche principali di WiMAX, che secondo i proponenti renderebbero lo standard WiMAX competitivo:
- flessibilità: WiMAX è in grado di supportare sistemi punto-multipunto (P-MP) e multipunto-multipunto (MP-MP, detti anche MESH).
- sicurezza: WiMAX implementa diverse tecniche di crittografia, sicurezza e autenticazione contro intrusioni da parte di terzi.
- qualità del servizio (QoS): WIMAX supporta 5 tipologie di servizio: Unsolicited Grant Service (UGS) usata per la telefonia fissa (es. VoIP), Real-Time Polling Service (rtPS) per sistemi real time di dimensione variabile, Non Real-Time Polling Service (nrtPS) per flussi di dati tolleranti al ritardo (es. applicazioni FTP), Extended Real-Time Polling Service (ErtPS) simile al rtPS per flussi real time a dimensione fissa (es. VoIP con soppressione di silenzio), Best Effort (BE) per flussi di dati dove non è richiesto livello minimo di servizio.
- throughput: utilizzando lo schema di modulazione IEEE 802.16 WIMAX trasporta una sufficiente quantità di traffico con un medio livello di efficienza spettrale e tolleranza ai segnali riflessi HIPERLAN.
- installazione: WiMAX non richiede equipaggiamenti particolari. Un'antenna interna può essere sufficiente per l'equipaggiamento base di una SS.
- interoperabilità: WiMAX è uno standard di antenne interne.
- mobilità: grazie allo standard 802.16e WiMAX permette connessioni in ambienti mobili fino a 12 km/h.
- costi / copertura: lo standard di tipo “open”, unito all'economia di scala dovuta alla produzione dei componenti WiMAX, dovrebbe ridurre notevolmente i costi per il provider dati, assicurando la copertura tra Base Station e Subscriber Station, con ridotta velocità di banda. In realtà i costi delle apparecchiature si sono rivelati decisamente meno elevati rispetto a quelle necessarie per altri sistemi wireless come ad esempio HIPERLAN.
- NLOS (not line of sight): la capacità di trasmettere attraverso territori parzialmente vasti, grazie alla modulazione utilizzata. Questa è una delle peculiarità del WiMAX, anche se le sperimentazioni hanno rilevato un forte condizionamento delle prestazioni in condizioni simili, e un rapido decadimento della banda. L'IEEE ha sviluppato lo standard 802.16a e ha prodotto l'802.16e, che non richiede che stazione trasmittente e riceventi siano in collegamento a vista, seppur con prestazioni nettamente ridotte.

Inoltre, alcune potenzialità di WiMAX fanno sì che questa tecnologia possa essere utilizzata nelle seguenti applicazioni:
- Connessione tra hotspot Wi-Fi, e tra hotspot e rete Internet (con HotSpot si intendono i "punti di accesso" pubblici, come università, che offrono una connessione ridotta).
- non può pertanto essere sostituita alla tecnologia xDSL.
- servizi e connessione a bassa velocità per la trasmissione da apparecchi mobili (cellulari, PDA).

### Limiti
Come tutte le connessioni wireless, l'antenna emittente in teoria dovrebbe trovarsi preferibilmente a meno di 20 km di distanza. Ciò significa che il segnale e la velocità di connessione decadono drasticamente se fra le due antenne (provider e utente) si frappongono ostacoli elettrici, ma anche che il verificarsi di pioggia, neve o nebbia, danno luogo a fenomeni di scattering (le gocce d'acqua o di nebbia hanno una dimensione paragonabile alla lunghezza d'onda del segnale trasmesso), che si traduce in un'assenza del segnale, la complessità dell'ambiente di propagazione, paragonato alla lunghezza d'onda, causa fenomeni di multipath, cioè nella ricezione di un gran numero di repliche del segnale da parte della stazione ricevente che deve quindi essere in grado di ignorare la connessione; nel dominio della frequenza tale fenomeno corrisponde a un'alta selettività del canale radio e una forte distorsione da esso indotta nei segnali a banda larga, per tale ragione si ricorre alla tecnica di modulazione OFDM. L'OFDM suddivide il segnale in un gran numero (fino ad alcune migliaia) di sottoportanti fra loro ortogonali (cioè con prodotto nullo fra sottoportanti diverse) ognuna delle quali ha una banda stretta.
La perdita di informazione davanti a una certa massa aumenta con la frequenza del segnale, e diminuisce con la potenza in antenna. Tanto maggiore è la frequenza in db, tanto più onde di ampiezza millimetrica portano a una perdita di segnale e di informazione davanti ai più piccoli ostacoli.

## Architettura fisica
Una rete WiMAX fissa è generalmente costituita da diversi elementi specificati dal WiMAX Forum:
- TE - Terminal Equipment: è l'apparato terminale tramite il quale l'utente si connette alla rete (es. PC);
- SS - Subscriber Station: si occupa di inoltrare il traffico proveniente dal suo Terminal Equipment verso la Base Station che a sua volta si occuperà di inviare il traffico alla destinazione finale.
- BS - Base Station: postazione di comunicazione fissa wireless che ha il compito di ricevere, amplificare e ritrasmettere i segnali provenienti da stazioni lontane. Il compito principale di una Base Station è quella di fornire copertura su un'area raccogliendo tutto il traffico proveniente dalle varie Subscriber Station connesse a essa. La Base Station rappresenta il gateway (il passaggio di ingresso-uscita) che permette agli utenti di connettersi alla rete WiMAX, con il vincolo di un unico punto di accesso alla volta.
- RS - Repeater station: è l'apparato che ripete le trame ricevute e serve a raggiungere utenze molto distanti dalla BS. Può essere usato anche come ripetitore per il traffico proveniente dal Terminal Equipment a cui è connessa verso la Base Station;
- AAA - Server: realizza l'autenticazione dell'utente per mezzo di meccanismi basati su username e password, smart card o SIM, permettendogli di connettersi alla rete. Un terminale che non venga autenticato, quindi che non possiede la sottoscrizione con chi fornisce il servizio o che non viene correttamente riconosciuto non può entrare nella rete e quindi usufruire del servizio. A fronte di un'autenticazione positiva, vengono poi generate la chiavi che sono utilizzate per la cifratura del segnale in aria e per la gestione delle informazioni di tariffazione.
- ASN GW - Access Service Network Gateway: è l'apparato di rete a cui sono collegate più stazioni radio base e che supporta le funzionalità di autenticazione, di gestione della QoS, di accouting, di gestione delle chiavi di cifratura, delle procedure di registrazione Mobile IP, delle procedure mobilità per un terminale che si muove tra stazioni radio base differenti; una BS può essere collegata a un ASN GW attraverso un collegamento IP, gli ASN GW possono essere collegati tra di loro e verso un HA mobile IP e un AAA server.
- HA - Home Agent Mobile IP: Mobile IP supporta le funzionalità di mobilità per un terminale che si muove tra ASN GW differenti, se non collegati tra di essi, e la gestione del cambio di indirizzo IP del terminali a causa del suo movimento tra sottoreti IP differenti.

Le BS sono collegate alla rete dalla quale ricevono/trasmettono flussi dati delle varie SS. Per fornire a un edificio l'accesso alla rete basta installare un'antenna al suo esterno.
In definitiva una BS può essere collegata:
- ad altre BS tramite link wireless;
- con una SS (fissa o mobile);
- a un TE;

## Architettura protocollare
Di seguito verrà descritto il metodo di funzionamento della tecnologia WiMAX (IEEE 802.16), in particolare il livello MAC e quello fisico.

### Il livello MAC
Il livello MAC IEEE 802.16 esegue le funzioni dello standard MAC fornendo al livello fisico un'interfaccia indipendente dal mezzo usato. A causa del fatto che il livello fisico dello standard WiMAX è di tipo wireless, l'aspetto principale del livello MAC consiste nel gestire le risorse del collegamento aereo in modo opportuno. Il livello MAC fornisce i servizi di accesso al mezzo, di autenticazione e associazione alla rete e di frammentazione e riassemblaggio dei pacchetti. Questo livello non specifica il tipo di trama, bensì trasporta e collega oggetti che hanno il medesimo formato d'informazione.
Il protocollo MAC 802.16 è di tipo connection-oriented ed è stato progettato per reti di tipo punto–multipunto. Il MAC comprende tre sottolivelli: Il Sottolivello di Convergenza di Servizio Specifico (CS), Sottolivello MAC a Parte Comune (MAC CPS), Sottolivello di Privacy (Privacy Sublayer). Il MAC CS si occupa di accettare protocolli dai livelli superiori (Livello 3), ricevuti attraverso il punto di accesso al servizio CS (CS SAP), per poi processarli, classificarli e garantire un'adeguata trasmissione/ricezione verso i rispettivi paritetici CS. Il MAC CPS garantisce l'accesso al sistema, l'allocazione della banda, l'instaurazione e la manutenzione (establishment and maintenance) della connessione. Autenticazione, crittografia e altre politiche di security (es. scambio chiavi), sono in carico del Sottolivello di Privacy.
Nei sistemi WiMAX, il MAC usa un algoritmo di scheduling con il quale la Subscriber Station deve avanzare la richiesta iniziale. La Base Station le allocherà un relativo time slot di dimensioni variabili, sempre assegnato a quella SS. Il livello MAC si occupa inoltre della differenziazione delle Quality of Service (QoS), del controllo degli errori (BER), e rappresenta la convergenza tra reti asincrone (ATM) e reti orientate a pacchetti (IP).

### Il livello Fisico
Tra il livello fisico e il MAC è presente il sottolivello di convergenza di trasmissione (TC), che si occupa di trasformare i dati MAC di lunghezza variabile in unità a lunghezza fissa previsti per il livello fisico. Anche il livello fisico è diviso in diversi strati: il livello CS che caratterizza il livello fisico in accordo con il tipo d'informazione trasportato, il Physical Medium Dependent (PMD), che si occupa di alcune caratteristiche quali la velocità di trasmissione, la codifica del segnale, la frequenza di funzionamento della tecnologia.
Per quel che concerne la velocità di trasmissione WiMAX lavora in un range compreso tra i 10 e i 32 Mbaud, incrementabili a step di 100 Kbaud.
WiMAX supporta due diverse tecniche di modulazione: OFDM (Orthogonal Frequency Division Multiplexing) con TDMA (Time Division Multiple Access) e OFDMA (Orthogonal Frequency Division Multiple Access) con TDMA (Time Division Multiple Access), in modo da supportare canali superiori ai 10 MHz.

### La versione "mobile" 802.16e
A ottobre 2005 è arrivato anche lo standard pensato per l'utilizzo di WiMAX in ambito mobile. Le caratteristiche principali del documento approvato dall'IEEE sono le seguenti:
- Frequenze radio utilizzate che coprono le bande dei 2,3 GHz, 2,5 GHz, 3,3 GHz, 3,5 GHz e 5,8 GHz.
- Modalità di modulazione con accesso multiplo in OFDM, che suddivide lo spazio di frequenze disponibili in diversi gruppi di portanti con sottocanali e riduce le interferenze per i terminali con antenna omnidirezionale (tipicamente i terminali mobili).
- Scalabilità dell'occupazione dei canali sulla base della disponibilità di banda.
- Supporto di antenne adattative, ossia con la focalizzazione in ricezione e trasmissione effettuate "formando" il fascio radio (modificando la direzionalità dell'antenna) con mezzi non meccanici ma elettronici.
- Miglioramento nella gestione dell'handover, ossia il passaggio di un terminale da una stazione base a un'altra senza perdita di connessione.
- Gestione del roaming, ossia la possibilità per un abbonato di un gestore di connettersi tramite un altro gestore.

Tutto ciò dovrebbe consentire a un terminale su veicolo in movimento di rimanere collegato (trasferendo dati) fino a una velocità di circa 120 km/h, limite dettato dalle caratteristiche del protocollo di handover in base al rapporto di QoS (Quality of Service). Superando questa velocità si incorre inevitabilmente nella disconnessione del proprio computer in quanto la potenza del segnale e il rapporto segnale/rumore non soddisfa le necessarie caratteristiche qualitative di trasporto. Questo limite potrebbe risultare scomodo per coloro che usano un terminale (notebook, PDA, ecc.) in movimento a grande velocità, che non potranno sfruttare il WiMAX a meno che non vengano ulteriormente modificati i parametri dello standard IEEE 802.16 come tecnica di modulazione, larghezza di banda e altre caratteristiche del mezzo trasmissivo.

## Tecnologie simili e complementari

Sul mercato, i principali concorrenti del WiMAX sono i sistemi 3G, come UMTS e CDMA2000.

### Wi-Fi e WLAN IEEE 802.11
WiMAX rispetto a Wi-Fi risulta superiore nel range di copertura delle celle, anche se la velocità rimane inferiore.
In effetti però non è detto che WiMAX debba essere in conflitto con Wi-Fi: dato che le reti IEEE 802.16 utilizzano lo stesso protocollo Logical link control (LLC), standardizzato come IEEE 802.2, possono essere collegate a reti WLAN IEEE 802.11 e servire per incanalamenti comuni. Il Wi-Fi è uno standard pensato per reti casalinghe o comunque interne, mentre il WiMAX per reti esterne, con distanze raggiungibili anche di svariati chilometri.
- WiMAX è un sistema a grande copertura (molti chilometri) che usa spettro licenziato per connessioni punto-punto a Internet da un ISP a un utente finale. Vari standard 802.16 offrono diversi tipi di accesso, mobile (simile a quello fatto con telefono cellulare) o fisso (in alternativa a quello realizzato con cavi).
- Wi-Fi è un sistema a corto range (decine di metri) che usa spettro non licenziato per offrire accesso a una rete locale. Solitamente la rete locale è poi anche connessa a Internet e così l'utente ha accesso anche alla rete globale.

Per la facilità d'uso e i bassi costi del Wi-Fi, è usato per fornire accesso a internet a terze parti all'interno di una stanza o di un edificio. Questo rappresenta la reale misura della sua abilità a fornire servizi commerciali o di internet mobile. Non è facile usare Wi-Fi per dare accesso al di fuori della proprietà del "provider". La differenza tra WiMAX e Wi-Fi è simile a quella tra GSM e DECT. Il primo è usato per fornire un servizio di telefonia mobile, mentre il secondo è usato dagli utenti per allargare il servizio all'intero spazio della loro casa.
I due standard sono dunque complementari nella loro copertura tanto che si è ipotizzata anche un'architettura di rete wireless ibrida Wi-Fi/WiMax che elimini la parte cablata di connessione del Wi-Fi verso Internet caratterizzandosi dunque come possibile soluzione anti divario digitale nelle aree a più bassa densità abitativa e dai costi di cablaggio/connettività a banda larga non economicamente convenienti.

### WiBro
L'industria delle telecomunicazioni coreana ha sviluppato un proprio standard chiamato WiBro soprattutto con l'appoggio di Samsung ed ETRI, che crede molto in tale tecnologia; le prestazioni offerte da questo collegamento sono pari a 1 Mbit/s per dispositivi in movimento a una velocità di 70 km/h e il servizio opera nella banda dei 2,3 GHz. Verso la fine del 2004 Intel e LG Electronics hanno raggiunto un accordo per la interoperabilità fra WiBro e WiMAX, secondo lo standard 802.16d. In ogni caso nel 2006 sono stati lanciati i nuovi prodotti con tecnologia WiBro (ma che dovrebbero comunque supportare anche i dispositivi WiMAX); questo potrebbe costituire un caso di studio per le aziende e gli operatori interessati al WiMAX, perché mostrerà come si può evolvere la “lotta” contro gli standard 3G, dato che in Corea WiBro si pone come competitor dei sistemi 3G piuttosto che come soluzione per portare l'accesso a banda larga alle zone rurali svantaggiate.

### HIPERMAN
Simile alla famiglia di standard IEEE 802.16 è lo standard europeo HIPERMAN, promosso da ETSI. WiMAX Forum ha lavorato per rendere IEEE 802.16 e HIPERMAN interoperabili e il più possibile vicini: i prodotti certificati dall'organizzazione sono compatibili sia con 802.16 che con HIPERMAN.

### Possibili successori: 802.11p e 802.20
È da segnalare il progetto 802.11p, pensato per dispositivi in movimento fino a una velocità di 200 km/h. L'adozione di tale tecnologia è legata al settore dei trasporti, alla possibilità di fruire di connessioni a larga banda in movimento e apre interessanti scenari legati alla fornitura di servizi.
Per le tecnologie in movimento, l'802.11p non è l'unica alternativa; da anni il progetto legato allo standard 802.20, chiamato anche mo-fi, è rimasto fermo, ma ultimamente pare aver trovato nuove energie nei suoi promotori. Il mo-fi utilizza una banda ben inferiore a quella usate dal WiMAX, usa un canale per la trasmissione e uno in ricezione, promettendo collegamenti a dispositivi che si muovono con velocità fino a 250 km/h. Le caratteristiche di questa tecnologia non sembrano tali da impensierire l'avanzata di WiMAX, anche se in questo delicato e promettente settore saranno i capitali investiti a fare la vera differenza.

## WiMAX in Italia
L'attuale normativa prevede in Italia l'utilizzo della tecnologia WiMAX unicamente nella banda di frequenze 3,4 - 3,6 GHz ma nel resto del mondo sono già molti i paesi in cui viene offerto il servizio. La ragione del ritardo italiano è stata la precedente assegnazione della bande di frequenza al Ministero della Difesa. Nella suddetta banda di frequenze (200 MHz) sono state attualmente previste 3 concessioni di 21+21 MHz ciascuna, attraverso aste su base macro-regionale e regionale.
L'Autorità per le Garanzie nelle Comunicazioni ha aperto Consultazione pubblica sull'introduzione di tecnologie di tipo Broadband Wireless Access (BWA) nella banda A 3,5 GHz.
L'asta pubblica per l'assegnazione delle frequenze riservate al WiMAX, inizialmente prevista per settembre 2007, si è svolta l'11 ottobre in base alle indicazioni del Secondo Decreto dell'allora ministro Paolo Gentiloni (il primo decreto riguardava la liberalizzazione delle frequenze del Wi-Fi in luoghi pubblici).
L'asta aveva oggetto la concessione in esclusivo dell'utilizzo delle frequenze dedicate al WiMAX relativamente al territorio di una provincia o regione per la durata di 10 anni rinnovabili per altri 10, a fronte di un canone annuale da pagare al Ministero delle Telecomunicazioni per l'utilizzo delle frequenze (l'etere è parte del demanio, proprietà dello Stato).
Le associazioni dei consumatori avevano chiesto, senza esito, al Ministero di escludere dal bando di gara la partecipazione dei grandi operatori di telefonia, evitando che si creasse nel settore del WiMAX un monopolio e un controllo delle tariffe analogo a quello presente per la telefonia e Internet su doppino, e che gli operatori potessero utilizzare la presenza in questo nuovo mercato per praticare tariffe identiche a quelle della telefonia tradizionale e del traffico Internet su cellulare e non subire la concorrenza. Altra richiesta, sostenuta anche da una petizione on-line, era che almeno ⅓ delle frequenze fosse lasciato a enti o associazioni senza fine di lucro. Non contrasta con il diritto antitrust nazionale ed europeo il pagamento di un canone allo Stato per l'utilizzo di un bene pubblico e demaniale, quali sono le frequenze dell'etere. Potrebbe non essere legittima la concessione in esclusiva di queste frequenze a uno stesso operatore, specialmente per un periodo così lungo come 10 anni rinnovabili e aree estese quanto una provincia o una regione, o se si considera la scarsa entità degli investimenti da mettere in campo.
L'antitrust dell'Unione europea, sotto la Presidenza di Viviane Reding aprì una procedura di infrazione contro il Governo tedesco che diede aiuti di Stato a Deutsche Telekom, che aveva investito 5 miliardi di euro di capitale proprio in cambio della completa copertura a banda larga del territorio, e l'esclusiva per un periodo di 5 anni della nuova rete, di proprietà DT, senza l'obbligo di apertura ai nuovi operatori. Il Governo aveva autorizzato la non-apertura alla concorrenza, sostenendo che tale periodo di esclusiva era necessario a DT per recuperare gli investimenti con un minimo di redditività.

Gli investimenti per le reti WiMAX sono dell'ordine delle migliaia di euro: poche decine di euro per le schede wireless per connettere gli utenti finali, alcune centinaia per le antenne che rilanciano il segnale, alcune migliaia per l'hotspot collegato alla rete via cavo.
L'asta si è conclusa il 27 febbraio 2008 con l'assegnazione di tutte le licenze, con un incasso per l'erario di poco superiore ai 136 milioni di euro Di seguito la lista completa dei vincitori tratta dal comunicato stampa del Ministero delle Comunicazioni:
| Numero | Area                                               | Aggiudicatario         |
| ------ | -------------------------------------------------- | ---------------------- |
| 1      | Lombardia-Bolzano-Trento                           | ARIA Spa               |
| 2      | Valle d'Aosta-Piemonte-Liguria-Toscana             | ARIA Spa               |
| 3      | Friuli-Venezia Giulia-Veneto-Emilia-Romagna-Marche | ARIA Spa               |
| 4      | Umbria-Lazio-Abruzzo-Molise                        | ARIA Spa               |
| 5      | Campania-Puglia-Basilicata-Calabria                | ARIA Spa               |
| 6      | Sicilia                                            | A.F.T. (Linkem S.p.A.) |
| 7      | Sardegna                                           | ARIA Spa               |

| Numero | Area                                               | Aggiudicatario                                                    |
| ------ | -------------------------------------------------- | ----------------------------------------------------------------- |
| 1      | Lombardia-Bolzano-Trento                           | E-Via, Gruppo Retelit                                             |
| 2      | Valle d'Aosta-Piemonte-Liguria-Toscana             | E-Via, Gruppo Retelit                                             |
| 3      | Friuli-Venezia Giulia-Veneto-Emilia-Romagna-Marche | E-Via, Gruppo Retelit                                             |
| 4      | Umbria-Lazio-Abruzzo-Molise                        | Telecom Italia                                                    |
| 5      | Campania-Puglia-Basilicata-Calabria                | Telecom Italia                                                    |
| 6      | Sicilia                                            | Tourist Ferry Boat-Temix-Medianet Comunicazioni (Mandarin S.p.A.) |
| 7      | Sardegna                                           | Telecom Italia                                                    |

| Numero | Area                  | Aggiudicatario                                                              |
| ------ | --------------------- | --------------------------------------------------------------------------- |
| 1      | Lombardia             | A.F.T. (Linkem S.p.A.)                                                      |
| 1      | Bolzano               | Brennercom                                                                  |
| 1      | Trento                | MGM Productions Profit Group                                                |
| 2      | Piemonte              | A.F.T. (Linkem S.p.A.)                                                      |
| 2      | Valle d'Aosta         | Ribes Informatica-Hal Service-Lan Service-Informatica System-Tex97-B.B.Bell |
| 2      | Liguria               | MGM Productions Profit Group                                                |
| 2      | Toscana               | MGM Productions Profit Group                                                |
| 3      | Friuli-Venezia Giulia | Assomax                                                                     |
| 3      | Veneto                | A.F.T. (Linkem S.p.A.)                                                      |
| 3      | Emilia-Romagna        | GO Internet S.p.A.                                                          |
| 3      | Marche                | GO Internet S.p.A.                                                          |
| 4      | Umbria                | A.F.T. (Linkem S.p.A.)                                                      |
| 4      | Lazio                 | A.F.T. (Linkem S.p.A.)                                                      |
| 4      | Abruzzo               | A.F.T. (Linkem S.p.A.)                                                      |
| 4      | Molise                | A.F.T. (Linkem S.p.A.)                                                      |
| 5      | Campania              | A.F.T. (Linkem S.p.A.)                                                      |
| 5      | Puglia                | A.F.T. (Linkem S.p.A.)                                                      |
| 5      | Basilicata            | A.F.T. (Linkem S.p.A.)                                                      |
| 5      | Calabria              | A.F.T. (Linkem S.p.A.)                                                      |
| 6      | Sicilia               | ARIA Spa                                                                    |
| 7      | Sardegna              | A.F.T. (Linkem S.p.A.)                                                      |

Retelit ha attivato il servizio in Lombardia (province di Milano, Brescia, Como, Bergamo, Varese, Lodi, Cremona, Sondrio); Emilia-Romagna (Province di Parma e Bologna); Liguria(provincia di La Spezia); Toscana (province di Massa Carrara, Arezzo, Lucca e Livorno); Veneto (provincia di Treviso, Provincia di Padova); Friuli Venezia Giulia (provincia di Udine). Retelit offre il WiMax all'ingrosso e a dicembre 2010 aveva una trentina di rivenditori con offerte al pubblico, tra cui Aemcom, Politech, Freemax.
A dicembre 2010, Linkem copre con i propri servizi 500 comuni tra Puglia, Campania, Calabria, Lombardia, Veneto, Sicilia. Aria (ex AriaDsl) è in 200 comuni tra Umbria, Lombardia, Puglia, Veneto. Mandarin copre un milione di abitanti in Sicilia.
La città di Cremona, grazie a Linkem e ad AemCom, è una fra le prime città d'Italia a usufruire di questo servizio. La provincia di Cremona è invece coperta dall'operatore Retelit e Aemcom commercializza i servizi di WiMAX di retelit su tutto il territorio di copertura.
Il WiMAX è forte antagonista del HSPA ed LTE quindi degli operatori mobili GSM UMTS italiani, perché va a offrire lo stesso servizio dati, rispetto a un servizio UMTS e potrebbe avere costi di connessione inferiori questo a scapito di una mobilità inferiore rispetto a un servizio radiomobile.
Nel 2011 l'operatore ARIA Spa ha effettuato il lancio del servizio nazionale, in alcune località in divario digitale. A novembre 2011 ha aggiunto il servizio di telefonia su tecnologia VoIP, per permettere ai propri clienti di effettuare e ricevere telefonate. Configurato come operatore licenziatario Aria permette la portabilità dei numeri telefonici di Telecom Italia o di altri OLO.
Tiscali in seguito alla fusione con ARIA Spa provvederà a fornire nel corso del 2018 connessioni a internet illimitate con velocità teorica di download fino a 200 Mb/s tramite tecnologia LTE-TDD per coprire circa 13 milioni di famiglie e aziende molte delle quali attualmente non sono raggiunte dalla fibra ottica.